# آخرین پرواز کشتی نوح
آخرین پرواز کشتی نوح (انگلیسی: The Last Flight of Noah's Ark) یک فیلم آمریکایی در سبک ماجراجویی برای کودکان و محصول ۱۹۸۰ است که توسط شرکت والت دیزنی تولید شده و با بازی الیوت گولد، ژنویو بوژو و ریکی شرودر همراه است. این فیلم در ۹ ژوئیه ۱۹۸۰ توسط استودیو سینمایی والت دیزنی اکران شد. در این فیلم از یک بمب‌افکن بوئینگ بی-۲۹ سوپرفورترس به عنوان «کشتی» استفاده شده است.

## داستان
نوح دوگان، یک خلبان خسته و ناامید، بیکار است و به دلیل قمار بدهی زیادی دارد. او به دوست قدیمی‌اش، استونی، که صاحب یک فرودگاه است، مراجعه می‌کند. به او پیشنهاد می‌شود که محموله‌ای از حیوانات را با یک بمب‌افکن بوئینگ بی-۲۹ سوپرفورترس، هواپیمایی بزرگ و از رده خارج، به جزیره‌ای دورافتاده در اقیانوس آرام جنوبی منتقل کند. برنادت «برنی» لافلور، مبلغ اصلی، او را همراهی می‌کند، اگرچه در ابتدا از یکدیگر خوششان نمی‌آید. برنی این حیوانات را در یتیم‌خانه‌ای پرورش داده و به دو کودک یتیم، جولی و بابی، نزدیک است. بابی پس از دیدن بدرفتاری دوگان با یکی از حیوانات، از او ناراحت می‌شود.
هنگامی که هواپیما آماده حرکت می‌شود، بابی که نگران رفتار دوگان با حیوانات است، تصمیم می‌گیرد به‌طور مخفیانه سوار بمب‌افکن شود تا مطمئن شود که حیوانات به درستی مراقبت می‌شوند. جولی نیز بابی را دنبال می‌کند. در طول پرواز، هواپیما از مسیر خارج می‌شود و به دلیل کمبود سوخت، دوگان مجبور می‌شود در جزیره‌ای ناشناخته که بابی آن را دیده است، فرود اضطراری انجام دهد. در جزیره، گروه با دو ملوان سالخورده ژاپنی که ۳۵ سال است تنها زندگی می‌کنند، ملاقات می‌کنند. دوگان به آن‌ها مشکوک است، زیرا این ملوان‌ها از پایان جنگ جهانی دوم بی‌خبرند، اما برنی دوستی و اعتماد آن‌ها را جلب می‌کند. او متوجه می‌شود که یکی از آن‌ها «کلیولند» نام دارد، به افتخار شهر آمریکایی کلیولند که مادرش قبل از جنگ زمانی را در آنجا گذرانده بود و به او زبان انگلیسی آموخته بود، که امکان ارتباط میان دو گروه را فراهم می‌کند.
ملوان‌ها دوگان و برنی را متقاعد می‌کنند که اگر در جزیره بمانند، امیدی به نجات وجود ندارد، زیرا آن‌ها دهه‌ها در آنجا بوده‌اند و هیچ‌کس برای بازگرداندنشان نیامده است. آن‌ها پیشنهاد می‌دهند هواپیمای قدیمی را به یک قایق تبدیل کنند تا به تمدن بازگردند. این کار نیازمند واژگون کردن بمب‌افکن بی-۲۹ است، زیرا این پیکربندی پایدارتر و ضدآب‌تر خواهد بود، و دوختن یک بادبان برای حرکت که برنی داوطلب انجام آن می‌شود. ملوان‌های ژاپنی پرچم جنگی امپراتوری ژاپن خود را به او می‌دهند، که او از آن به عنوان پارچه اصلی برای بادبان استفاده می‌کند.
در حالی که آن‌ها روی هواپیما کار می‌کنند، دوگان و برنی کم‌کم به یکدیگر علاقه‌مند می‌شوند و عاشق هم می‌شوند. برنی نام «کشتی نوح» را روی هواپیمای تغییرشکل‌یافته می‌نویسد، که از نام کوچک دوگان الهام گرفته است، با وجود اینکه این کار ابتدا باعث نارضایتی او می‌شود، اما در نهایت آن را می‌پذیرد. به اصرار بابی، حیوانات سوار کشتی می‌شوند و «کشتی نوح» و خدمه‌اش به دریا می‌زنند. پس از روزهای زیادی در دریا بدون دیدن تمدن، برنی که از داستان کشتی نوح و کبوتر بازگشته با شاخه زیتون الهام گرفته است، پیشنهاد می‌دهد یک اردک را با پیامی که نیاز به نجاتشان را بیان می‌کند، آزاد کنند. اما اردک به سمت غرب پرواز می‌کند، دور از جهت هاوایی، و امید کاهش می‌یابد. بابی هنگام ماهیگیری از قایق به دریا می‌افتد، اما دوگان که با او رابطه‌ای دوستانه برقرار کرده است، پسر را از یک کوسه بزرگ که دور قایق می‌چرخید، نجات می‌دهد. در نهایت، آن‌ها توسط گارد ساحلی ایالات متحده آمریکا با کشتی یواس‌سی‌جی‌سی ملون نجات می‌یابند، که اردک را نیز پیدا کرده است، و کشتی به اوآهو یدک کشیده می‌شود.

## بازیگران
- الیوت گولد در نقش نوح دوگان
- ژنویو بوژو در نقش برنادت لافلور
- ریکی شرودر در نقش بابی
- وینسنت گاردنیا در نقش «استونی» استون
- تامی لورن در نقش جولی[Note ۱]
- جان فوجیوکا در نقش «کلیولند»
- یوکی شیمودا در نقش هیرو
- دینا الکار در نقش بنچلی
- جان پی. رایان (هنرپیشه) در نقش کاسلاف
- روث مانینگ در نقش شارلوت بریت‌ویت
- آرتور آدامز در نقش مدیر لایپزیگ
- آستین ویلیس در نقش اسلابوتسکی
- پیتر رنادای در نقش خلبان خشمگین
- باب وایتینگ در نقش کشیش

## تولید

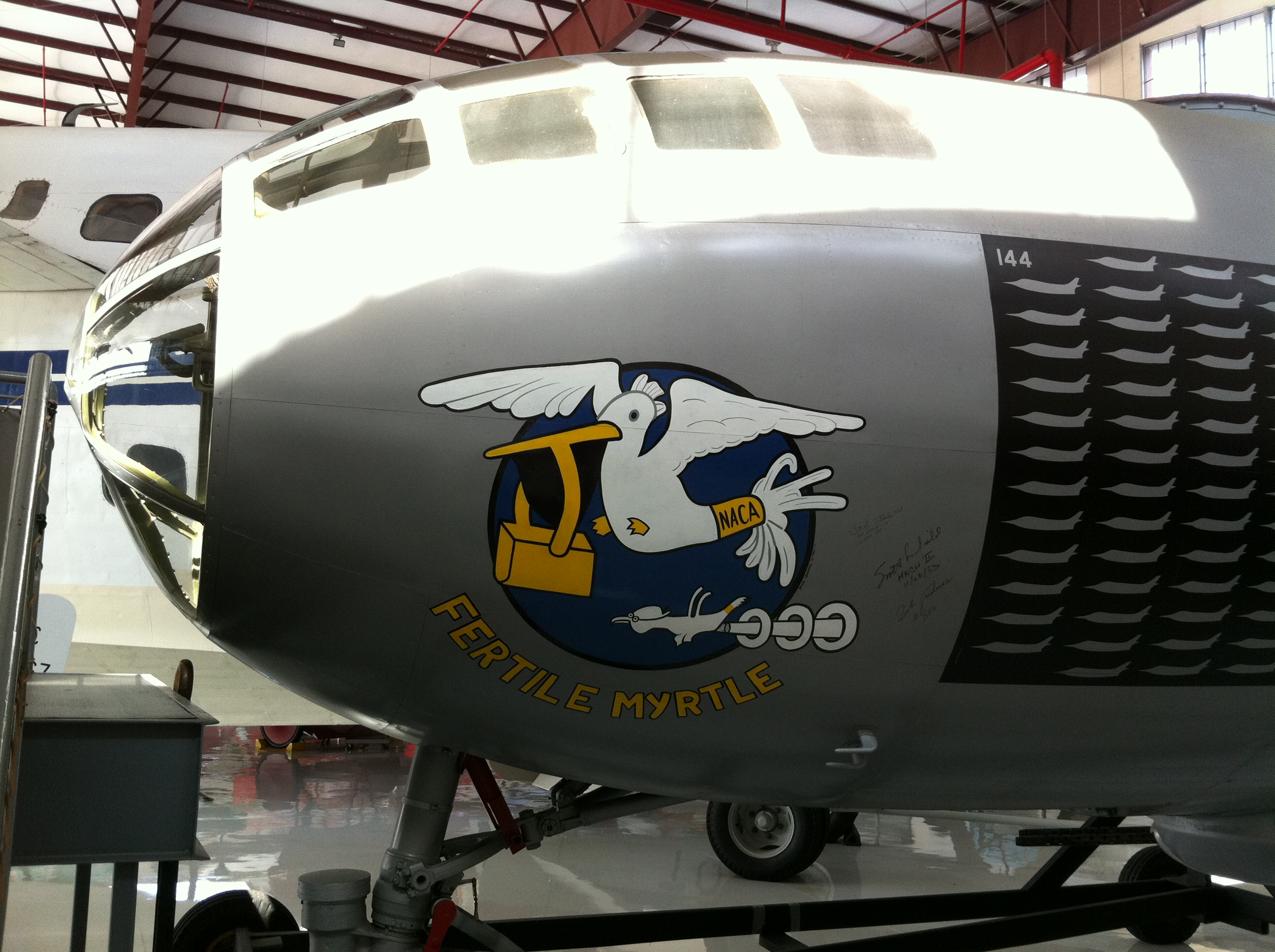
P2B-1S، شماره بدنه ۸۴۰۲۹، بخش جلویی Fertile Myrtle اکنون در Fantasy of Flight، فلوریدا به نمایش گذاشته شده است.

داستان اصلی این فیلم، «قلعه گرملین»، توسط ارنست ک. گن نوشته شده است. او همچنین نویسنده رمان‌های هوانوردی The High and the Mighty و Fate Is the Hunter است که هر دو به فیلم تبدیل شدند.
این فیلم در دسامبر ۱۹۷۸ به عنوان بخشی از برنامه فیلم‌های دیزنی برای سال آینده اعلام شد. دیگر فیلم‌های این مجموعه شامل The Watcher in the Woods، مرد کرکسی، سیاه‌چاله  و هربی به مکزیک می‌رود بودند.
رون میلر، رئیس وقت دیزنی، عمداً از کارگردان و بازیگرانی استفاده کرد که قبلاً با دیزنی همکاری نکرده بودند. او گفت: «ما باید پایگاه خود را گسترش دهیم.» تهیه‌کننده دن میلر افزود.
این فیلم کارگردان چارلز جروت را با چند نفر از افرادی که در فیلم‌های دیگر در استودیوهای مختلف با آن‌ها همکاری کرده بود، دوباره متحد کرد. او پیش‌تر با ژنویو بوژو در فیلم یک‌هزار روز از آن از یونیورسال همکاری کرده بود که برای هر دو نامزدی جوایز اسکار به همراه داشت. ترانه اصلی فیلم، «نیمی از من»، اشعاری از هل دیوید داشت که همچنین ترانه‌هایی برای فیلم موزیکال افق گمشده از کلمبیا پیکچرز نوشت. برادر او، مک دیوید نیز اشعار فیلم انیمیشن سیندرلا  والت دیزنی را نوشت. در همین حال، گولد و بوژو هر دو اولین فیلم خود برای دیزنی را ساختند، همان‌طور که ریکی شرودر و دینا الکار که هر دو در فیلم قهرمان که در ۴ آوریل اکران شد، حضور داشتند. این فیلم مدت کوتاهی پیش از آغاز فیلمبرداری این اثر در ۲۲ آوریل ۱۹۷۹ منتشر شد. الکار همچنین در فیلم بعدی جروت، مرد کرکسی، دیگر اثر دیزنی در سال بعد ظاهر شد. این اولین فیلم شرودر بود که بازسازی فیلم دیگری نبود. او در ۱۳ آوریل، دقیقاً ۹ روز قبل از آغاز فیلمبرداری، ۹ ساله شد.
عکاسی در لوکیشن شامل صحنه‌هایی در فرودگاهی بیابانی در ویکتور ویل، کالیفرنیا، کوآئی و وایکیکی، هاوایی بود. فیلم‌برداری داخلی در استودیوهای صداپرداری دیزنی انجام شد. اسکلت‌های فرسوده چهار بمب‌افکن B-29 که در پایگاه هوایی نیروی دریایی ایالات متحده پایگاه هوایی تسلیحات نیروی دریایی چاینا لیک قرار داشتند، استفاده شد. دو هواپیما برای صحنه‌های هاوایی و دو هواپیما برای فیلمبرداری داخلی به استودیو بوربانک ارسال شدند. تغییرات گسترده‌ای برای داشتن بدنه‌ای که بتواند شناور شود، انجام شد. پس از فیلمبرداری، تمام بقایای هواپیما باید به نیروی دریایی ایالات متحده بازگردانده می‌شد. یک هواپیمای اضافی، نسخه جستجوی دوربرد P2B-1S از B-29 سوپرفورترس، با نام Fertile Myrtle، در فیلم به پرواز درآمد.

## بازخورد
آخرین پرواز کشتی نوح در بسیاری از سینما ماشینها به همراه فیلم صد و یک سگ خالدار با دو فیلم با یک بلیت اکران شد. شعار تبلیغاتی فیلم این بود: «خانواده‌تان را به یک تابستان دیزنی دعوت کنید.»
در میان واکنش‌های منتقدان، نقد ۱٫۵ ستاره‌ای راجر ایبرت به‌ویژه تند بود: «فیلم 'آخرین پرواز کشتی نوح' والت دیزنی یک فیلم افتضاح است که از تخیل خلاقانه تهی است—فیلمی که از قطعات آشنا ساخته شده، اما هویت خاص خود را ندارد. آن‌قدر ناامیدکننده و قابل پیش‌بینی است که در نیم ساعت آخر فقط به این فکر می‌کنیم: بیایید ببینیم… قایق به دریا زده است، پس حداقل باید یک حمله کوسه و یک طوفان بد قبل از نجات رخ دهد. و همین‌طور هم می‌شود.» جانت ماسلین از نیویورک تایمز آن را «یک فیلم متوسط دیزنی» نامید که «کسل‌کننده، اما بی‌ضرر بود، به‌جز در لحظات نادر موسیقایی آن.» جین سیسکل از شیکاگو تریبون به فیلم ۱ ستاره از چهار ستاره داد و نوشت: «نتیجه‌ای که ناگزیر از تماشای آخرین فیلم ماجراجویی کمدی دیزنی 'آخرین پرواز کشتی نوح' گرفته می‌شود این است که تولیدات والت دیزنی هیچ تصوری از مخاطبان این فیلم نداشتند. این فیلمی بسیار بد است که بین یک نمایش کودکانه و سرگرمی بزرگسالانه گیر کرده است.» ورایتی با تمسخر نوشت که فیلم «ارزش‌های اساسی را آموزش می‌دهد، عمدتاً اینکه هر انسان باید مایل باشد برای یک حیوان، حتی یک مرغ، جان خود را به خطر بیندازد، اگر فرصتی پیش بیاید»، و «به‌طور ضمنی به کوچکترها می‌گوید: اگر چیزی را نمی‌خواهید، زیاد غر بزنید و گریه کنید تا شاید بزرگ‌ترها کوتاه بیایند.» چارلز چمپلین از لس آنجلس تایمز به طور کلی مثبت بود و اظهار داشت که فیلم «در بیشتر موارد فیلمی روان و رضایت‌بخش برای خانواده است که از گذشته دیزنی بیرون آمده است، با بچه‌های بامزه (که حداقل به اندازه بزرگسالان باهوش هستند) و یک وسیله خیره‌کننده در مرکز داستان.» گری آرنولد از واشینگتن پست نوشت: «یک افسانه ماجراجویی کم‌قدرت، 'آخرین پرواز' مدام در مکانیک محافظه‌کارانه و خشک سرگرمی‌های کودکانه دیزنی گیر می‌کند.»
لئونارد ملتین در راهنمای ویدیوی خانگی خود به فیلم ۲٫۵ ستاره از ۴ ستاره داد و نوشت: «احساسات معمول دیزنی؛ تا حدی مؤثر.»
این فیلم در گیشه ناامیدکننده بود. میلر آن را «یک هزینه ۶ میلیون دلاری» توصیف کرد.